# Botryllophilus sarsi
Botryllophilus sarsi is een eenoogkreeftjessoort uit de familie van de Botryllophilidae. De wetenschappelijke naam van de soort is voor het eerst geldig gepubliceerd in 2002 door Ooishi.